# آکاسیای چوب‌سیاه
آکاسیا ملانکسیلون (نام علمی: Acacia melanoxylon) نام یک گونه از سرده آکاسیا است.